# Toshio Toyota
Toshio Toyota (jap. 豊田 敏夫, Toyota Toshio; * 19. Juli 1956 in Hitoyoshi, Präfektur Kumamoto) ist ein ehemaliger japanischer Sprinter.
1977 wurde er über 200 m Sechster beim Leichtathletik-Weltcup in Düsseldorf und gewann Bronze bei den Pacific Conference Games.
Über dieselbe Distanz holte er bei den Leichtathletik-Asienmeisterschaften 1979 ebenfalls Bronze.
1981 siegte er bei den Asienmeisterschaften über 200 m. Beim Leichtathletik-Weltcup in Rom wurde er Achter über 200 m und mit der asiatischen Mannschaft Siebter in der 4-mal-100-Meter-Staffel.
Bei den Asienspielen 1982 in Neu-Delhi gewann er Silber über 200 m.
Zweimal wurde er Japanischer Meister über 100 m (1977, 1979) und viermal über 200 m (1977, 1979, 1980, 1982).

## Persönliche Bestzeiten
- 100 m: 10,41 s, 6. Oktober 1982, Matsue
- 200 m: 20,81 s, 11. September 1982, Tokio (ehemaliger japanischer Rekord)

| Personendaten    | Personendaten                 |
| ---------------- | ----------------------------- |
| NAME             | Toyota, Toshio                |
| ALTERNATIVNAMEN  | 豊田 敏夫 (japanisch)         |
| KURZBESCHREIBUNG | japanischer Sprinter          |
| GEBURTSDATUM     | 19. Juli 1956                 |
| GEBURTSORT       | Hitoyoshi, Präfektur Kumamoto |